# Héctor Luis Gutiérrez Pabón
Héctor Luis Gutiérrez Pabón (ur. 17 maja 1937 w Cáquezie, zm. 2 grudnia 2024 w Bogocie) – kolumbijski duchowny rzymskokatolicki, w latach 2003-2015 biskup Engativá.

## Życiorys
Święcenia kapłańskie przyjął 22 września 1962 i został inkardynowany do archidiecezji Bogoty. Był m.in. przełożonym pierwszych roczników seminaryjnych, a także ekonomem tejże uczelni.
13 lutego 1987 został prekonizowany biskupem pomocniczym Cali ze stolicą tytularną Segia. Sakrę biskupią otrzymał 25 marca 1987. 2 lutego 1998 został mianowany biskupem Chiquinquirá, a 21 września 2003 biskupem Engativá. 26 czerwca 2015 przeszedł na emeryturę.